# 감자 (소설)
〈감자〉는 1925년 1월 《조선문단》 에 발표한 김동인의 단편 소설이다. 김동인의 대표작으로 한국 현대문학사를 통한 전형적인 단편소설이다. 김동인을 자연주의 계열 작가로 간주하게 하는 작품으로, 인간의 본능과 동물적인 추악한 면을 분석, 현실을 폭로한 전형적인 자연주의 경향의 작품이다. 이 작품은 환경과 금전의 중요성을 내세운 환경 결정론적인 시각에서 조명하고 있으며, 유전의 중요성을 강조한 〈광염 소나타〉와는 좋은 대조를 이룬다. 1920년대에 있어서 사회 운동을 문학의 배경으로 했던 신경향파의 작품들과도 비슷한 일면이 있는데, 이는 그 시대의 한 특징이기도 했다. 
내용은 가난하나마 정직한 농가에서 성장한 여주인공 복녀가 도덕적으로 타락해 가는 과정을 그린 작품으로, 칠성문 밖의 빈민굴을 무대로 '가난'이라고 하는 물질적 조건이 '도덕'이라는 정신적 가치를 어떻게 말살해 가는지 냉정하게 묘사하고 있는 소설이다. 이런 비극의 과정을 프로 문학적인 계급 의식으로 풀지 않고, 또한 일제강점기 시대였지만 민족의식으로도 풀어내지 않는 개성적 면모를 보여 준다. 단지 현실을 객관적으로 보면서 사실주의적인 기법으로 인간의 삶을 해부한다는 자연주의적 특성이 잘 드러나고 있다.

## 줄거리
복녀는 칠성문 밖 빈민굴에 오기 전까지는 농민이었다. 15살이 된 복녀는 80원에 팔려서 시집을 가게 된다. 신랑은 20년 위의 사람으로, 원래는 농민이였지만 게으름 때문에 지금은 거지가 되었다. 그렇게 사람들에게 신임을 잃은 그는 3,4년 동안은 복녀와 잘 지냈지만 결국 게으름 때문에 집에서 쫓겨나게 된다. 그렇게 칠성문 밖 빈민굴에 온 부부는 구걸을 하지만 부족했고 복녀는 기자묘에 있는 송충이를 잡는 일을 하게 된다. 송충이를 잡는 50명의 여인 중 한명으로 송충이를 잡던 복녀는 일 덜하고 돈 많이 받는 여인을 보게 된다. 어느 날, 감독관은 복녀를 불러 둘만의 시간을 가졌고 그때부터 일 안하고 돈 많이 받는 인부 중 하나 되었다. 관계를 가지며 돈을 벌게 된 것이다. 빈민굴 여인들은 칠성문 밖의 중국인 왕 서방의 집에서 감자, 고구마를 서리한다. 복녀도 서리를 하던 도중 걸리게 되고 왕 서방의 집에 1시간 동안 있다가 돌아간다. 그 이후로 왕 서방은 복녀를 찾아갔고 왕 서방이 오면 남편은 눈치를 채고 자리를 피한다. 그러던 중 왕 서방이 100원으로 색시를 사게 되고 복녀는 분노하여 왕 서방네로 간다. 복녀는 왕 서방에게 가자고 하지만 왕 서방은 거절한다, 색시를 때리고 낫을 들며 날뛰던 복녀는 어느샌가 낫을 뺏기고 목에서 피를 쏟고 있었다. 사흘 후, 시신은 복녀의 남편의 집으로 옮겨지고 시체 주위에 복녀의 남편, 왕 서방, 한방 의사가 둘러앉는다. 왕 서방은 복녀의 남편에게 10원짜리 지폐 3장을, 한방 의사에게 10원짜리 지폐 2장을 주었다. 이튿날, 한방 의사는 복녀가 뇌출혈로 죽었다 진단하고 공동묘지로 실려 보낸다.

## 원작으로 한 작품
- 《감자》, 영화, 김승옥 감독, 1968년 개봉
- 《감자》, 단막극 드라마, TV 문학관, 1984년 10월 20일 방영
- 《감자》, 영화, 변장호 감독, 1987년 3월 1일 개봉